# Jimmy Mayanja
Jimmy Mayanja, född 29 december 1958 i Jinja, Uganda, är en svensk boxare som har vunnit fler än åtta SM-guld och deltog i OS i Seoul 1988. Mayanja tävlade för Göteborgsklubbarna BK Kalule (nu nedlagd) och Angereds BC, och tog brons vid EM i Turin 1987 och EM i Göteborg 1991, båda gångerna i bantamvikt. 
Mayanja har två barn.